# Camarophyllus apricosus
Camarophyllus apricosus är en svampart som först beskrevs av E. Horak, och fick sitt nu gällande namn av E. Horak 1990. Camarophyllus apricosus ingår i släktet Camarophyllus och familjen Hygrophoraceae.   Inga underarter finns listade i Catalogue of Life.